# Lockheed YF-12
Lockheed YF-12 був американським Mach 3+ прототип висотного перехоплювача, розроблений і виготовлений американською аерокосмічної компанією Lockheed Corporation.
Він був розроблений в кінці 1950-х і на початку 1960-х років як потенційна заміна перехоплювача F-106 Delta Dart для ВПС США (USAF). YF-12 був двомісною версією тодішнього секретного одномісного розвідувального літака Lockheed A-12, яким управляло Центральне розвідувальне управління (ЦРУ); На відміну від A-12, він був оснащений радаром управління вогнем Hughes AN/ASG-18 і міг бути озброєний ракетами класу " повітря-повітря " AIM-47 Falcon (GAR-9). Здійснюючи свій перший політ 7 серпня 1963 року, існування YF-12 було виявлено президентом Ліндоном Б. Джонсоном 24 лютого 1964 року; цей крок мав забезпечити правдоподібне заперечення флоту А-12, який керується ЦРУ, який дуже нагадував прототип YF-12.
Протягом 1960-х років YF-12 пройшов льотну оцінку з боку ВВС США, але фінансування для введення його в оперативне використання не надходило частково через нагальні вимоги війни у В'єтнамі та інші військові пріоритети. Він встановив і втримав світові рекорди швидкості та висоти понад 2 000 миль за годину (3 200 км/год) і понад 80 000 футів (24 000 м) (пізніше його перевершив близькоспоріднений SR-71 Blackbird) і є найбільшим, найважчим і найшвидшим у світі перехоплювачем з екіпажем. Після того, як ВВС США його звільнили, він деякий час служив дослідницьким літаком для NASA, яке використало його для розробки кількох значних покращень в управлінні майбутніми надзвуковими літаками.

## Дизайн і розробка
Наприкінці 1950-х років ВПС США (USAF) шукали заміну для свого перехоплювача F-106 Delta Dart . У рамках програми Long Range Interceptor Experimental (LRI-X) був обраний північноамериканський XF-108 Rapier, перехоплювач зі швидкістю 3 Маха. Однак програма F-108 була скасована Міністерством оборони у вересні 1959 року . У цей час компанія Lockheed Skunk Works розробляла літак- розвідник А-12 для Центрального розвідувального управління США (ЦРУ) за програмою Oxcart. Келлі Джонсон, керівник Skunk Works, запропонувала побудувати компанією версію А-12 під назвою AF-12; В середині 1960 року ВВС США замовили три AF-12.
AF-12 зайняли сьомий-дев'ятий слоти на конвеєрі А-12; вони були позначені як перехоплювачі YF-12A . Основні зміни включали модифікацію носової частини A-12 шляхом скорочення скул, щоб розмістити величезний радар управління вогнем Hughes AN/ASG-18, спочатку розроблений для XF-108 з двома інфрачервоними датчиками пошуку та відстеження, вбудованими в передню кромку скам'яні. і додавання другої кабіни для члена екіпажу, щоб керувати радаром управління вогнем для ракетної системи «повітря-повітря» . Модифікації змінили аеродинаміку літака настільки, що для підтримки стабільності під фюзеляжем і гондолами двигуна вимагалося встановлювати черевні ребра. Чотири відсіки, які раніше використовувалися для розміщення розвідувального обладнання А-12, були переобладнані для розміщення ракет Hughes AIM-47 Falcon (GAR-9). Один відсік використовувався для засобів управління вогнем.
Перший YF-12A здійснив політ 7 серпня 1963 року Президент Ліндон Б. Джонсон оголосив про існування літака  24 лютого 1964 року Частково було оголошено, що YF-12A продовжує приховувати A-12, його досі таємного предка; будь-які спостереження А-12 ЦРУ/ВПС, що базуються в Зоні 51 у Неваді, можна віднести до широко розрекламованих YF-12A ВПС, що базуються на базі ВПС Едвардс у Каліфорнії. Перший публічний показ літака відбувся 30-го Вересень 1964 р. на ст Едвардс.
14 травня 1965 року ВПС розмістили замовлення на виробництво 93 F-12B для командування протиповітряної оборони (ADC). Однак міністр оборони Роберт Макнамара не відпускав фінансування протягом трьох років поспіль через витрати на війну у В'єтнамі. Оновлені розвідувальні дані поставили менший пріоритет на захист континентальної частини США, тому F-12B більше не потрібен. Тоді в січні 1968 року програма F-12B була офіційно припинена.

## Операційна історія

### Випробування ВПС

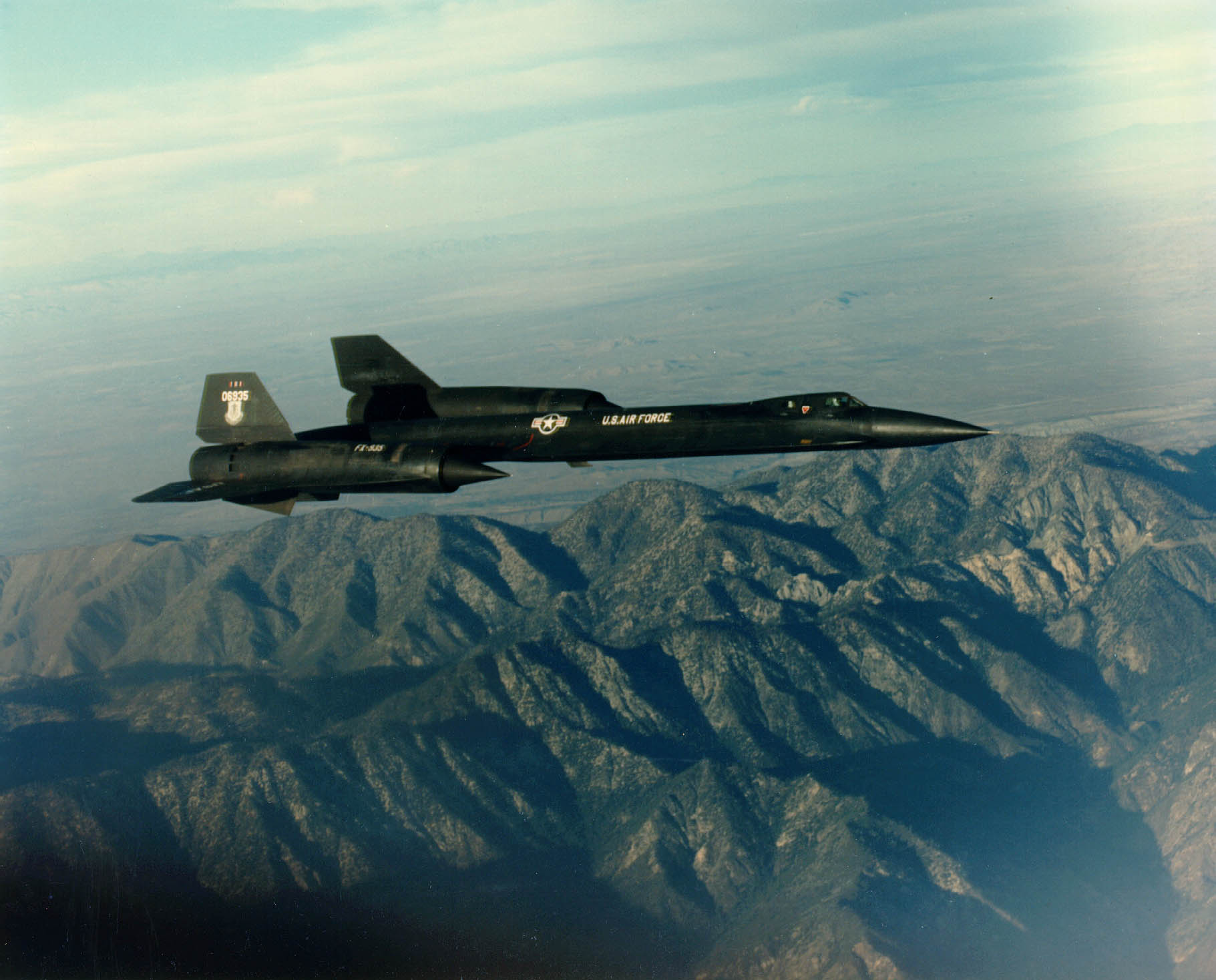
YF-12A пролітає над горою.

Під час льотних випробувань YF-12As встановив рекорд швидкості 2 070,101 милі за годину (3 331,505 км/год) і рекорд висоти 80 257,86 фута (24 462,60 м) 1 травня 1965 року і продемонструвала багатообіцяючі результати завдяки своїй унікальній системі озброєння. Було здійснено шість успішних стрільб ракетами AIM-47, а сьома не вдалася через поломку гіроскопа однієї з ракет. Останній був запущений з YF-12 на швидкості Маха 3.2 на висоті 74 000 футів (23 000 м) до безпілотника-мішені JQB-47E 500 футів (150 м) від землі. Ракета не мала боєголовки, але все-таки зуміла вразити B-47 прямо і відірвати 4-футову частину від його хвоста. Військово-повітряні сили визнали це успішним і замовили 96 літаків із початковим бюджетом у розмірі 90 мільйонів доларів на подальші випробування, але міністр оборони Макнамара відмовився від цього, який 23 листопада 1967 року поставив його на набагато менш успішний F- Програма 106X, яка мало не вийшла з ладу.
Успішна ракета AIM-47 Falcon була збільшена в розмірах і характеристиках і стала ракетою AIM-54 Phoenix для F-14 Tomcat . Радар AN/ASG 18 було модернізовано до AN/AWG-9 та APG-71, що додало можливість відслідковувати декілька цілей.
Один з пілотів-випробувачів ВПС, Джим Ірвін, згодом став астронавтом НАСА і пішов на Місяць.
Програма була припинена після скасування серійного F-12B, але YF-12 продовжували літати протягом багатьох років з ВПС США та НАСА як дослідницькі літаки.

### Тестування NASA
Початкова фаза тестової програми включала цілі, спрямовані на те, щоб відповісти на деякі запитання щодо впровадження B-1 . Цілі ВПС включали дослідження його використання в тактичному середовищі та способи раннього попередження та управління з повітря (АВАКС) керуватимуть надзвуковими літаками. Частка ВВС була закладена в 4 долари США мільйон. Випробування NASA дадуть відповідь на такі питання, як продуктивність впускного отвору двигуна вплинула на взаємодію планера та силової установки, шум прикордонного шару, передачу тепла за високих умов Маха та утримання висоти на надзвукових швидкостях. Бюджет NASA на 2,5-річну програму становив 14 доларів США мільйон.
YF-12 і SR-71 спочатку страждали від серйозних проблем з керуванням, які вплинули як на двигуни, так і на фізичне керування літаком. Випробування вітру в дослідницьких польотах NASA Dryden і YF-12 розробили комп'ютерні системи, які майже повністю вирішили проблеми продуктивності. Тестування виявило завихрення з носових щілин, що заважають всмоктуваному повітрю, що призвело до розробки комп'ютерної системи керування повітряними байпасами двигуна. Також була розроблена комп'ютерна система для зменшення відключень, що значно підвищило стабільність. Вони також розробили комп'ютерну програму для льотної техніки під назвою Central Airborne Performance Analyzer (CAPA), яка передавала дані двигуна пілотам і інформувала їх про будь-які несправності або проблеми з продуктивністю та вказувала на серйозність несправностей.
Інша система під назвою Спільна система керування рушійною установкою планера (CAPCS) значно покращила керування надзвуковим літаком у польоті. На таких високих швидкостях навіть незначні зміни напрямку спричиняли зміну положення літака на тисячі футів і часто мали серйозні зміни температури та тиску. CAPCS зменшив ці відхилення в 10 разів. Загальні вдосконалення збільшили дальність стрільби SR-71 на 7 відсотків.
З трьох YF-12A сер. № 60-6934 був пошкоджений без ремонту внаслідок пожежі на авіабазі Едвардс під час аварії на посадці 14 серпня 1966 року; його задня половина була врятована та об'єднана з передньою половиною планера статичних випробувань Lockheed для створення єдиного SR-71C.
YF-12A, AF Ser. № 60-6936 було втрачено 24 червня 1971 року через пожежу в польоті, спричинену несправністю паливопроводу; обидва пілоти благополучно катапультувалися на північ від авіабази Едвардс. YF-12A, AF Ser. № 60-6935 — єдиний збережений YF-12A; його було відкликано зі зберігання в 1969 році для спільного дослідження USAF/NASA надзвукової круїзної технології, а потім доставлено до Національного музею ВПС США на базі ВПС Райт-Паттерсон поблизу Дейтона, штат Огайо, 17 листопада 1979 року.

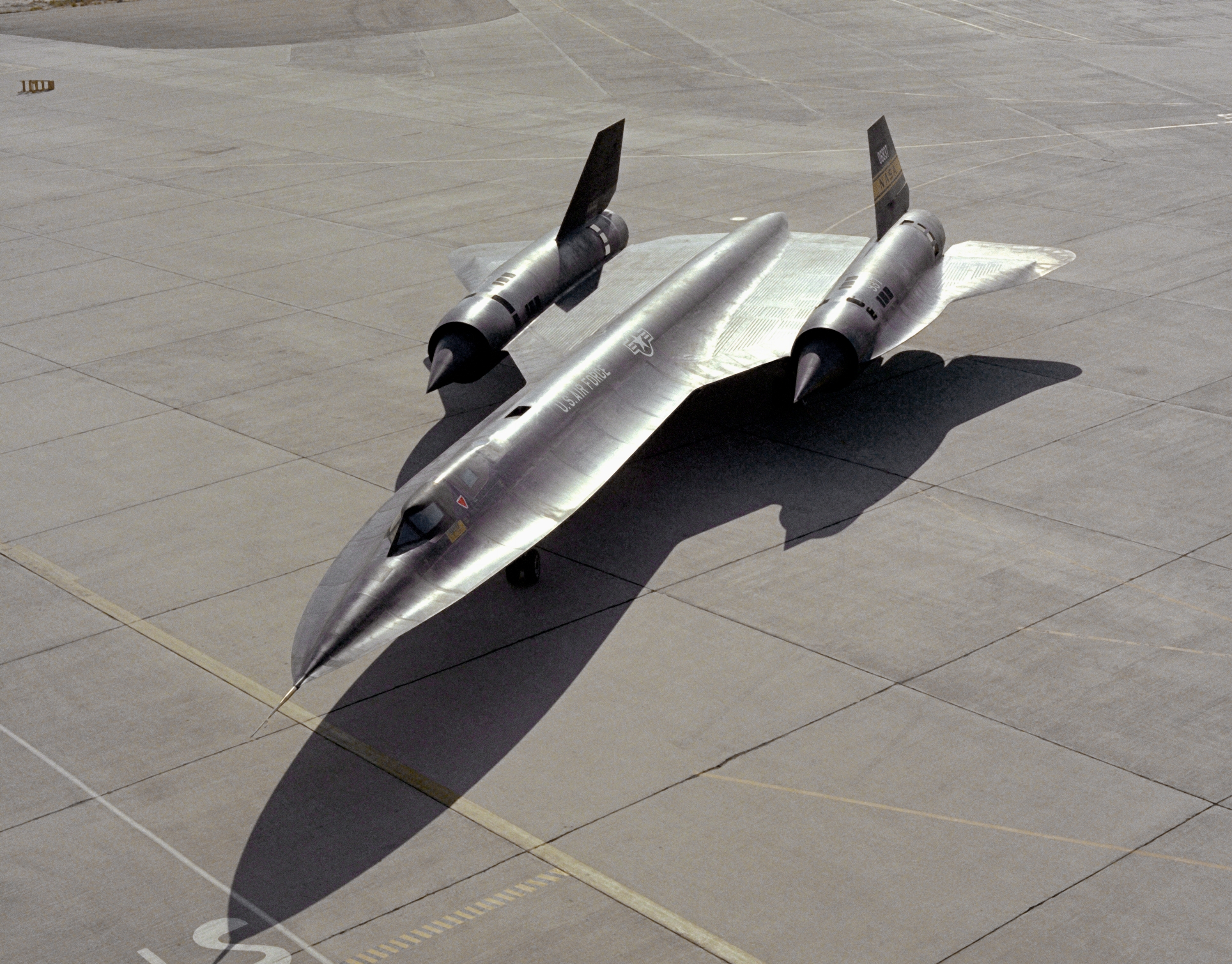
YF-12C на рампі

Четвертий літак YF-12, «YF-12C», фактично був другим SR-71A (AF Ser. № 61–7951). Цей SR-71A був перейменований як YF-12C і отримав вигаданий серійний номер ВВС 60-6937 від A-12 для збереження секретності SR-71. Після втрати YF-12A (AF Ser.) літак був переданий НАСА для випробувань силової установки. № 60–6936) у 1971 році. YF-12C експлуатувався NASA до вересня 1978 року, коли його повернули до ВПС.
YF-12 мав значення надлишкового тиску звукової стріли в реальному полі між 33,5 і 52,7 Н/м 2 (від 0,7 до 1,1 фунт/фут 2) — нижче 48 вважалося «низьким».

## Варіанти
YF-12AПопередня версія. Побудовано три.
F-12BСерійна версія YF-12A з різними вдосконаленнями, такими як збільшений бойовий радіус з 1200 до 1350 морських миль і вдосконалена система управління вогнем зі збільшеною дальністю виявлення бомбардувальника зі 100 до 125 миль; скасовано до початку виробництва.
YF-12CВигадане позначення для SR-71, надане NASA для льотних випробувань. Позначення YF-12 використовувалося для того, щоб інформація про SR-71 не була доступною для громадськості. З 1971 по 1978 рік 61-7951 був тимчасово позичений NASA від ВПС під назвою «YF-12C #06937».

## Оператори
США
- ВПС США
- НАСА

## Аварії та інциденти
- 24 липня 1971 року YF-12A 60-6936 (артикул 1003) загинув під час аварії поблизу авіабази Едвардс, Каліфорнія, США.

## Літаки в музеях

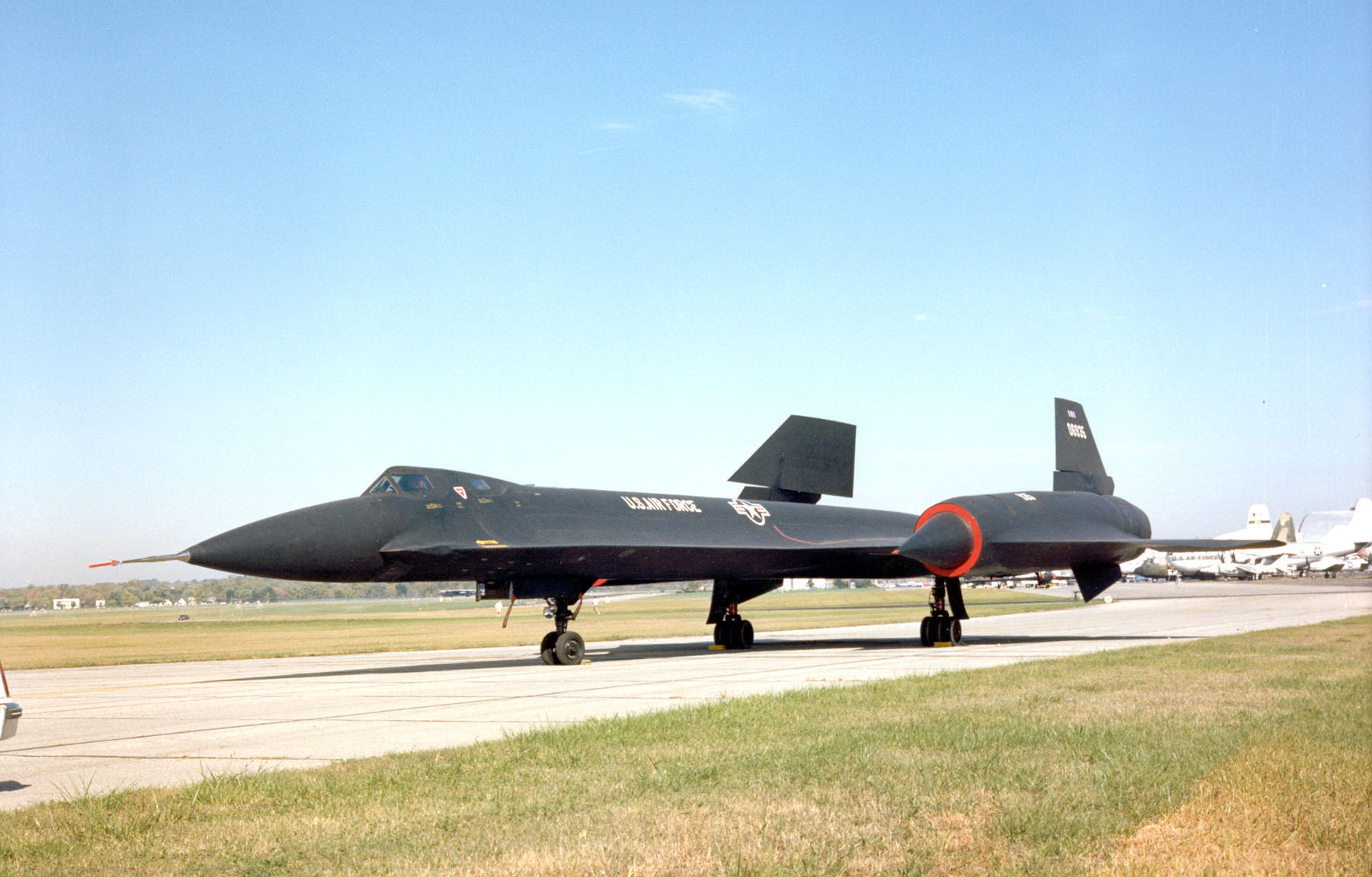
YF-12A AF сер. № 60-6935 у Національному музеї ВПС США

YF-12A
- YF-12A, AF Ser. № 60-6935 (стаття 1002) — у Національному музеї ВПС США, авіабаза Райт-Паттерсон, Дейтон, Огайо . Цей літак має невеликі плями на обшивці з правого борту під кабіною. Латки закривають діри, спричинені «шпорами» члена екіпажу, якому довелося евакуювати літак після аварійної посадки.
- SR-71C, AF сер. № 61-7981 (частина колишнього YF-12A AF сер. № 60-6934) виставлено в Аерокосмічному музеї Хілл, авіабаза Хілл, штат Юта.

## Технічні характеристики (YF-12A)
- Crew: 2; pilot and fire control officer (FCO)
- Length: 101 ft 8 in (30.97 m)
- Wingspan: 55 ft 7 in (16.95 m)
- Height: 18 ft 6 in (5.64 m)
- Wing area: 1,795 sq ft (167 m2)
- Aspect ratio: 1.7
- Empty weight: 60,730 lb (27,604 kg)
- Gross weight: 124,000 lb (56,200 kg)
- Max takeoff weight: 140,000 lb (63,504 kg)
- Powerplant: 2 × Pratt & Whitney J58 (JTD11D-20A) afterburning turbojet with compressor bleed bypass, 20,500 lbf (91 kN) thrust each dry, 31,500 lbf (140 kN) with afterburner

Performance
- Maximum speed: 2,275 mph (3,661 km/h, 1,977 kn) at 80,000 ft (24,000 m)[6]
- Maximum speed: Mach 3.35
- Combat range: 3,000 mi (4,800 km, 2,600 nmi)
- Service ceiling: 90,000 ft (27,400 m)
- Rate of climb: 11,820 ft/min (60 m/s)
- Thrust/weight: 0.44

Armament
- Missiles: 3× Hughes AIM-47A air-to-air missiles located internally in fuselage bays

Avionics
- Hughes AN/ASG-18 look-down/shoot-down fire control radar

- Lockheed A-12
- M-21 drone carrier
- Lockheed SR-71 Blackbird

Related lists
- List of military aircraft of the United States
- List of Lockheed aircraft
- List of fighter aircraft

### Цитування
1. ↑  Pace, Steve (1995). X-Planes at Edwards. с. 11. ISBN 978-1-61060786-5.
2. ↑  Pace 2004, pp. 45–46.
3. ↑  Pace 2004, pp. 46–47.
4. ↑  Landis and Jenkins 2005, pp. 40–41.
5. ↑  Jn., J. S. B. (November 1964). Nine Times Better (PDF). Air Force Magazine. USAF.
6. 1 2 3  Green and Swanborough, 1988, p. 350.
7. ↑  Hughes AIM-47 Falcon. Designation systems.
8. 1 2  McIninch 1996, p. 15.
9. 1 2 3  Air Force Museum Foundation, 1983, p. 133.
10. ↑  McIninch 1996, p. 14.
11. ↑  Super jet fighter unveiled by U.S. Spokesman-Review. (Spokane, Washington). Associated Press. 1 жовтня 1964. с. 1.
12. 1 2  Pace 2004, p. 53.
13. ↑  Donald 2003, pp. 148, 150.
14. ↑  Landis and Jenkins 2005, p. 44.
15. ↑  Knaack, 1978.
16. ↑  SR-71 Blackbird By Paul F Crickmore. Bloomsbury. ISBN 9781472813176
17. ↑  Drendel 1982, p. 6.
18. 1 2  NASA - NASA Dryden Technology Facts - YF-12 Flight Research Program. www.nasa.gov (англ.). Архів оригіналу за 12 вересня 2019. Процитовано 24 квітня 2020. [Архівовано 2019-09-12 у Wayback Machine.]
19. ↑  Landis and Jenkins 2005, pp. 62, 75.
20. ↑  Pace 2004, pp. 109–10.
21. ↑  Landis and Jenkins 2005, pp. 49–55.
22. ↑  Dugan, James F. Jr. «Preliminary study of supersonic-transport configurations with low values of sonic boom», p. 18. NASA Lewis Research Center, March 1973. Retrieved: March 2012. (PDF)
23. ↑  Landis and Jenkins 2005, p. 40.
24. ↑   (Звіт). {{cite report}}: Зовнішнє посилання в |archive-date= (довідка); |archive-date= вимагає |archive-url= (довідка); Вказано більш, ніж один |archivedate= та |archive-date= (довідка); Пропущений або порожній |title= (довідка)Обслуговування CS1: Сторінки з параметром url-status, але без параметра archive-url (посилання)
25. ↑  Landis and Jenkins 2005, p. 46.
26. ↑  Landis and Jenkins 2005, pp. 49–50.
27. ↑  61-7951. www.habu.org.